# Rebecca Šramková
Rebecca Šrámková (Bratislava, 19 de octubre de 1996) es una jugadora de tenis eslovaca.
Su mejor clasificación en la WTA fue la número 37 del mundo, lograda en marzo de 2025. En dobles alcanzó el número 364 del mundo, en mayo de 2021. 
Hasta la fecha, ha ganado 1 título WTA en individual, además de 13 títulos individuales y 4 títulos de dobles en el circuito ITF. El 22 de septiembre de 2024 consiguió su Primer título de la WTA al ganar el torneo de Hua Hin II que se celebró en esta ciudad de Tailandia.

## Títulos WTA (1; 1+0)

### Individual (1)
| Leyenda              |
| -------------------- |
| Grand Slam (0)       |
| Juegos Olímpicos (0) |
| WTA Finals (0)       |
| WTA 1000 (0)         |
| WTA 500 (0)          |
| WTA 250 (1)          |

| N.º | Fecha                    | Torneo    | Superficie | Oponente en la final | Resultado |
| --- | ------------------------ | --------- | ---------- | -------------------- | --------- |
| 1.  | 22 de septiembre de 2024 | Hua Hin 2 | Dura       | Laura Siegemund      | 6-4, 6-4  |

#### Finalista (2)
| N.º | Fecha                    | Torneo   | Superficie | Oponente en la final | Resultado |
| --- | ------------------------ | -------- | ---------- | -------------------- | --------- |
| 1.  | 15 de septiembre de 2024 | Monastir | Dura       | Sonay Kartal         | 3-6, 5-7  |
| 2.  | 3 de noviembre de 2024   | Jiangxi  | Dura       | Viktorija Golubic    | 3-6, 5-7  |

## Títulos WTA 125s

### Individuales (0–1)
| Resultado | Fecha                    | Torneo | Superficie | Oponente        | Puntaje       |
| --------- | ------------------------ | ------ | ---------- | --------------- | ------------- |
| Finalista | 10 de septiembre de 2023 | Bari   | Arcilla    | Tamara Zidanšek | 6-3, 5-7, 1-6 |

## Títulos ITF

### Individuales: 13
| Leyenda            |
| ------------------ |
| Torneo de $100,000 |
| Torneo de $80,000  |
| Torneo de $60,000  |
| Torneo de $40,000  |
| Torneo de $25,000  |
| Torneo de $15,000  |
| Torneo de $10,000  |

| Finales por superficie |
| ---------------------- |
| Dura (5)               |
| Arcilla (8)            |
| Césped (0)             |
| Carpet (0)             |

| n.º | Fecha                    | Category | Tournament             | Surface  | Opponent                  | Score             |
| --- | ------------------------ | -------- | ---------------------- | -------- | ------------------------- | ----------------- |
| 1.  | 9 de septiembre de 2013  | 10,000   | Vrnjačka Banja, Serbia | Arcilla  | Dunja Stamenković         | 6–3, 6–2          |
| 2.  | 11 de agosto de 2014     | 15,000   | Leipzig, Alemania      | Dura     | Petra Uberalová           | 6–4, 3–6, 6–2     |
| 3.  | 4 de abril de 2016       | 25,000   | Qarshi, Uzbekistán     | Dura     | Nina Stojanović           | 6–1, 6–3          |
| 4.  | 20 de junio de 2016      | 25,000   | Roma, Italia           | arcilla  | Réka-Luca Jani            | 6–1, 6–1          |
| 5.  | 18 de septiembre de 2016 | 100,000  | Biarritz, Francia      | Arcilla  | Martina Trevisan          | 6–3, 4–6, 6–1     |
| 6.  | 18 de marzo de 2018      | 15,000   | Antalya, Turquía       | Arcilla  | Amina Anshba              | 6–1, 7–6(7–3)     |
| 7.  | 25 de marzo de 2018      | 15,000   | Antalya, Turquía       | Arcilla  | Cornelia Lister           | 6–1, 7–5          |
| 8.  | 27 de enero de 2019      | 60,000   | Andrezieux, Francia    | Dura (i) | Audrey Albie              | 6-3, 4-6, 7-5     |
| 9.  | 2 de junio de 2019       | 25,000   | Grado, Italia          | Arcilla  | Jacqueline Adina Cristian | 7-6(3), 3-1, ret. |
| 10. | 9 de junio de 2019       | 50,000   | Torún, Polonia         | Arcilla  | Marta Kostyuk             | 6-1, 6-2          |
| 11. | 12 de febrero de 2023    | 25,000   | Bath, Reino Unido      | Dura (i) | Tereza Smitková           | 6-2, 6-2          |
| 12. | 28 de mayo de 2023       | 40,000   | Otočec, Eslovenia      | Arcilla  | Seone Mendez              | 6-3, 7–6(7-2)     |
| 13. | 4 de febrero de 2024     | 50,000   | Porto, Portugal        | Dura (i) | Jéssica Bouzas            | 6-3, 7–6(7-2)     |

### Dobles: 4
| Leyenda            |
| ------------------ |
| Torneo de $100,000 |
| Torneo de $80,000  |
| Torneo de $60,000  |
| Torneo de $25,000  |
| Torneo de $15,000  |
| Torneo de $10,000  |

| Finales por superficie |
| ---------------------- |
| Dura (1)               |
| Arcilla (3)            |
| Hierba (0)             |
| Carpet (0)             |

| número | Fecha                   | Categoría | Torneo                | Superficie | Pareja             | Oponentes                        | Resultao         |
| ------ | ----------------------- | --------- | --------------------- | ---------- | ------------------ | -------------------------------- | ---------------- |
| 1.     | 9 de agosto de 2013     | $10,000   | Vienna, Austria       | Arcilla    | Michaela Pochabová | Hiroko Kuwata Hirono Watanabe    | 7–5, 6–2         |
| 2.     | 3 de septiembre de 2015 | $10,000   | Sankt Pölten, Austria | Arcilla    | Pia König          | Nora Niedmers Tina Tehrani       | 6–2, 6–2         |
| 3.     | 8 de junio de 2019      | $60,000   | Torun, Polonia        | Arcilla    | Rebeka Masarova    | Robin Anderson Anhelina Kalinina | 6-4, 3-6, [10-8] |
| 4.     | 16 de octubre de 2022   | $60,000   | Trnava, Eslovenia     | Dura (i)   | Sofya Lansere      | Lee Pei-chi Wu Fang-hsien        | 4-6, 6-2, [11-9] |